# Jaloersheidswaan
Jaloersheidswaan is een vorm van waanstoornis. Kenmerkend voor de stoornis is een overheersende en ongegronde jaloezie en/of de overtuiging dat de partner ontrouw is. De aandoening wordt ook wel het Othello-syndroom genoemd naar het gelijknamige toneelstuk.
Doorgaans zoekt de persoon naar bewijs voor overspel en beweert deze bewijzen ook te kunnen voorleggen. Voor een objectieve waarnemer zijn deze bewijzen echter niet overtuigend.
Meestal wordt de verdachte partner geconfronteerd met de vermoedens en vaak worden maatregelen tegen de ontrouw genomen (huisarrest, achtervolging, agressie etc.).
De diagnose is niet altijd eenvoudig te stellen, omdat het criterium ongegrond een kwestie van interpretatie kan zijn.